# Isuzu Gala Mio
Der Isuzu Gala Mio ist ein mittelgroßer Reisebus von Isuzu.

## Erste Generation (1999–2004)
- KK-LR233E1/J1 (1999)

## Zweite Generation (seit 2004)
Der Gala Mio der 2. Generation ist ein Hino Melpha mit Isuzu-Emblemen.

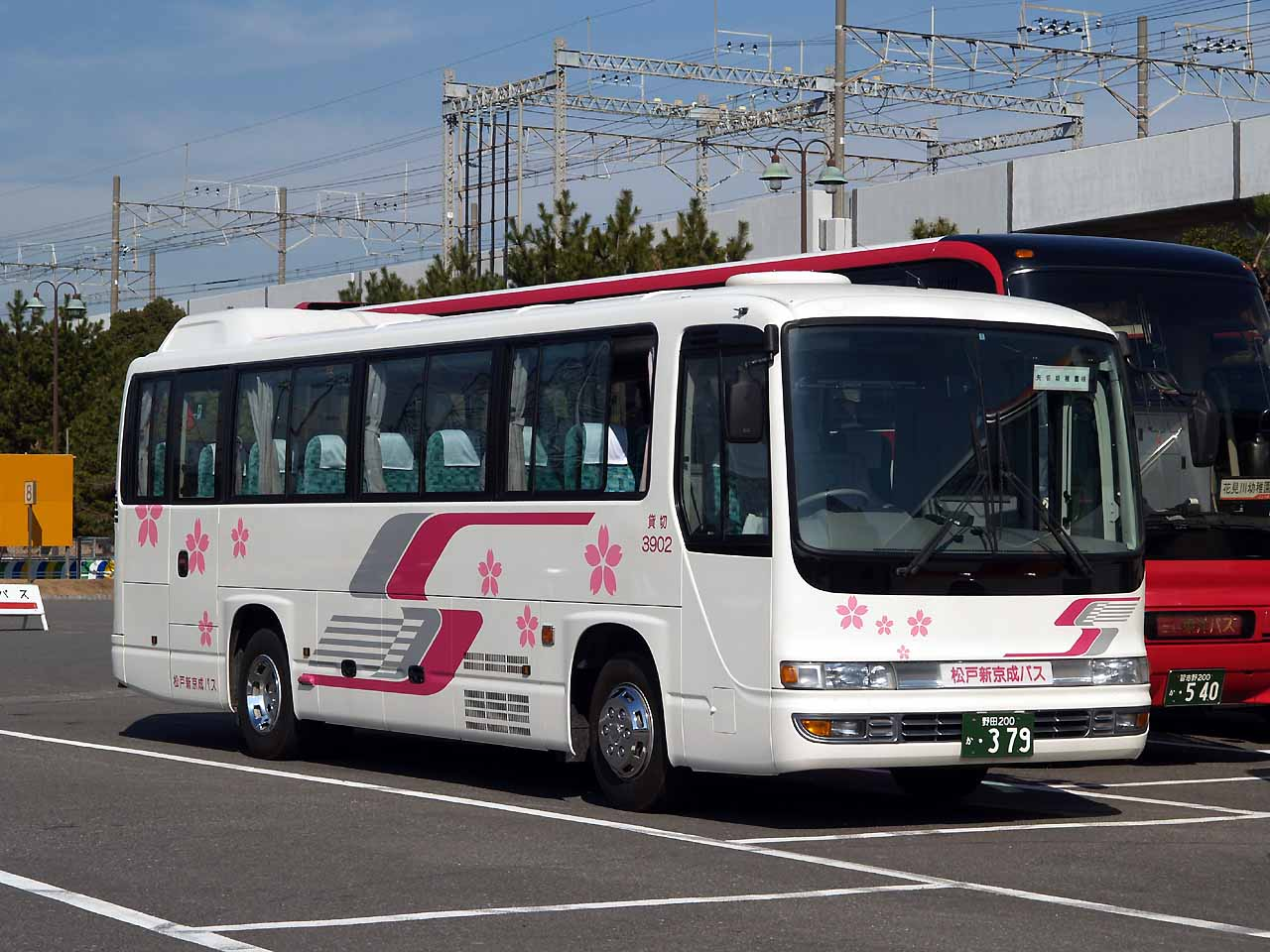
Gala Mio (2. Generation)

- PB-RR7JJA (2004)
- BDG-RR7JJBJ (2007)

## Modellpalette
- M-I
- M-II
- M-III